# دين رينولدز (لاعب سنوكر)
دين رينولدز (بالإنجليزية: Dean Reynolds)‏ هو لاعب سنوكر بريطاني، ولد في 11 يناير 1963 في غريمسبي ‏ في المملكة المتحدة.

## روابط خارجية
- دين رينولدز على موقع CueTracker.net (الإنجليزية)